# Calamus cervigoni
Calamus cervigoni es una especie de peces de la familia Sparidae en el orden de los Perciformes.

## Morfología
• Los machos pueden llegar alcanzar los 20 cm de longitud total.

## Distribución geográfica
Se encuentra en las  costas del  Atlántico occidental: es una especie  endémica de Venezuela.